# 吕京花
吕京花（1960年—），八九学运领袖，工人運動活動家，曾組建北京工人自治联合会。

## 生平
八九学运前，为北京服装个体户。学运开始后，吕成为北京工人自治联合会成员，是为组织核心人物之一。六四事件后，被通缉，并被香港支联会营救，流亡美国，目前居住在纽约，持有美国护照。被中国公安部列入不许入境人员名单，1993年6月，曾被拒入境北京。2011年，香港民主派元老司徒华逝世后，她是唯一一个能够到香港民主领袖司徒华丧礼的海外民运人士。